# Theodor Körner (president)

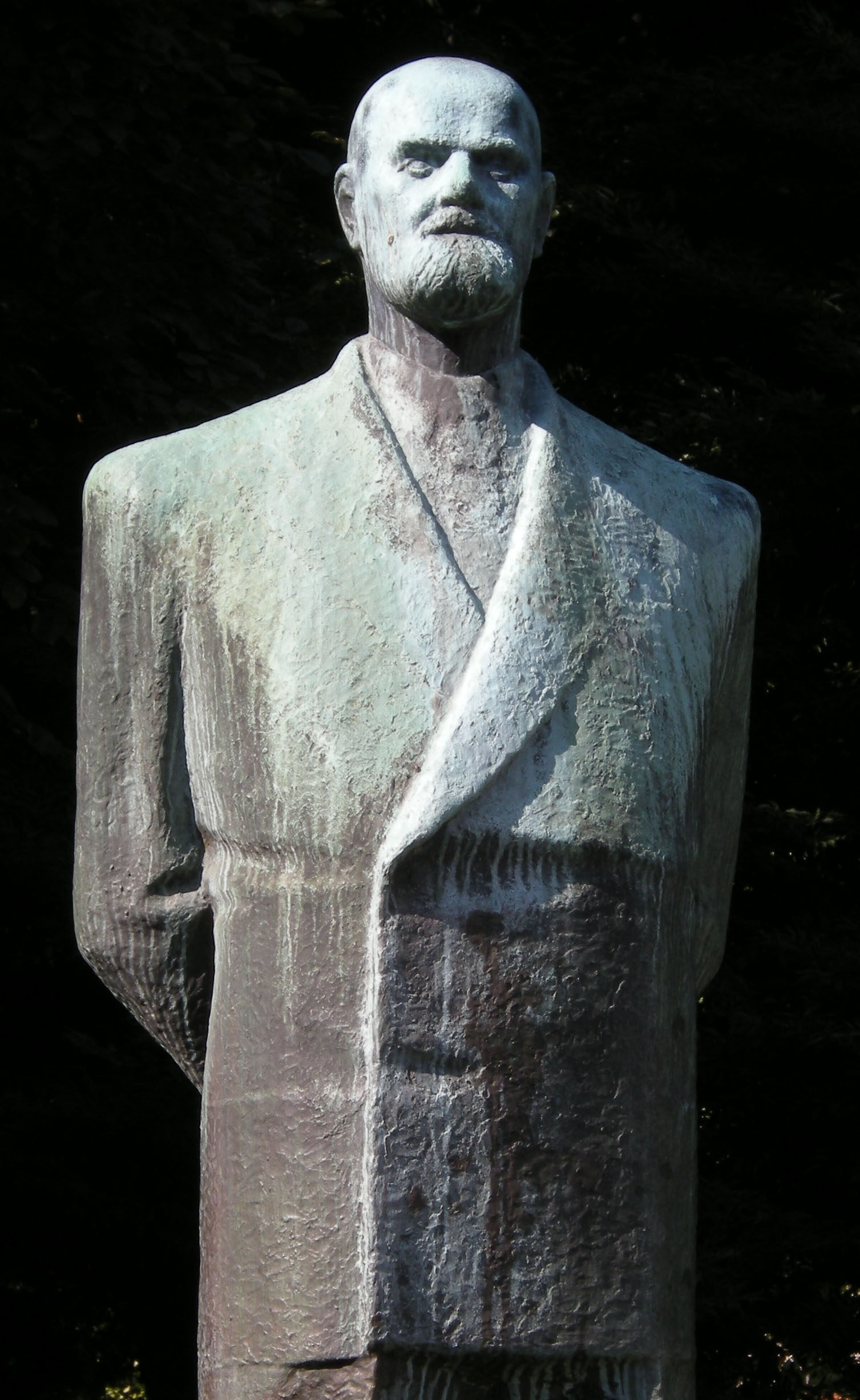
Staty av Theodor Körner.

Theodor Körner, mellan 1900 och 1919 även Theodor Körner Edler von Siegringen, född 24 april 1873 i Komárom, död 4 januari 1957, var en österrikisk general och politiker. 

## Biografi
Körner var Österrikes förbundspresident 1951–1957. Han deltog i första världskriget som officer och blev generalmajor och generalstabschef. Vid pensioneringen 1924 blev han medlem i Österrikes socialdemokratiska parti (SPÖ) och påbörjade sin karriär som politiker. Han var Wiens borgmästare 1945–1951 och valdes 1951 till förbundspresident.